# Joseph-Marie Martin
Pour les articles homonymes, voir Joseph Martin et Martin.
Joseph-Marie Martin, né le 9 août 1891 à Orléans et mort le 21 janvier 1976 à Rouen, est un homme d'Église, évêque, puis archevêque et cardinal.

## Biographie

### Liens avec la famille Leuret (branche bordelaise)
Joseph-Marie-Eugène Martin est le fils du docteur Henri Martin et de Marie Leuret, issue d'une ancienne famille de notables catholiques. Il est neveu par sa mère des quatre abbés Leuret : Jacques Leuret, Paul Leuret, Pierre Leuret et Joseph Leuret, les vœux de Louis Leuret ayant été annulés. Il tient son troisième prénom de son grand-père maternel, Maître Eugène Leuret, qui fut notaire en Orléanais.
Issu par sa mère de la branche bordelaise tentaculaire de la famille Leuret, les Leuret-Maillard, il est notamment le cousin germain de deux personnalités bordelaises du milieu médical : le docteur François Leuret (1890-1954), sénateur de la Gironde, père de famille nombreuse qui fut par ailleurs distingué dans l'Ordre pontifical du Saint-Sépulcre, et du professeur Eugène Leuret (dont la nombreuse postérité actuelle est par ses filles, ses deux fils étant morts sans postérité).

### Parcours religieux
Joseph-Marie-Eugène après des études (notamment au collège Sainte-Marie Grand Lebrun) entre au séminaire de Bordeaux. Il est ordonné prêtre à Bordeaux le 18 décembre 1920. Il tient un ministère dans l'archidiocèse de Bordeaux de 1921 à 1940 et est vicaire général de 1937 à 1940. Il est nommé évêque du Puy-en-Velay le 9 février 1940 et consacré le 2 avril 1940 à la cathédrale de Bordeaux par Maurice Feltin, archevêque de Bordeaux, assisté de Clément Mathieu, évêque d'Aire et Louis Liagre, évêque de La Rochelle. Il est promu archevêque de Rouen le 11 octobre 1948. 
Après les destructions de la Seconde Guerre mondiale, la restauration se met en place. La cathédrale est finalement rouverte. Il consacre le nouveau maître-autel le 17 juin 1956 en présence du président de la République René Coty.
Il assiste au concile de Vatican II (1962-1965). 
Il est créé cardinal-prêtre au consistoire du 22 février 1965 tenu par le pape Paul VI. Il reçoit la barrette rouge et le titre de Santa Teresa al Corso d'Italia le 25 février 1965. C'est le dernier archevêque de Rouen à avoir été créé cardinal. Il a été le premier émissaire du pape Paul VI auprès du patriarche Athénagoras de Constantinople et l’un des rares prélats français à avoir publiquement protesté contre les propos jusqu’auboutistes du cardinal Spelman concernant la guerre du Vietnam.

### Fin de carrière et mort
Atteint par la limite d'âge, il résigne l'archevêché de Rouen le 28 mai 1968 et est remplacé par André Pailler. Il perd ses droits de participation au conclave le 1er octobre 1975 lors de la promulgation de la constitution apostolique Romano Pontifici Eligendo.
Il fut membre du secrétariat pour l'unité des chrétiens.
Il meurt à Rouen à l'âge de 84 ans et est enterré dans la cathédrale de Rouen.
Son épitaphe est gravée dans la chapelle de la Vierge de la cathédrale de Rouen :

## Succession apostolique
Joseph-Marie Martin a ordonné les évêques suivants :
- Évêque André Pioger (1955)
- Archevêque Gérard de Milleville, C.S.Sp. (1955)
- Évêque Roger Johan (1956)
- Archevêque André Pailler (1960)
- Évêque Bernard Alix (1965)

## Distinctions
- Croix de guerre 1914–1918, palme de bronze (1918)
- Officier de la Légion d'honneur (décret du 14 mai 1959). Il est fait officier par Georges Lanfry le 10 septembre 1959[6]

## Héraldique
Dans le blason du cardinal Martin, on retrouve des symboles de plusieurs origines : la coquille des pèlerins de Saint-Jacques, le croissant du Port de la Lune (Ville de Bordeaux, dont la Garonne prend la forme d'un croissant de lune au cœur de la capitale girondine), les étoiles à 5 raies du blason Villetron (Beauce, Armorial chartrain enregistré depuis le XVIe siècle) que la branche Leuret-Maillard de la famille Leuret porte (2 étoiles à 5 raies sur azur, 2 chevrons d'argent). 